# Mildred Burke
Mildred Bliss (ur. 5 sierpnia 1915 w Coffeyville, zm. 18 lutego 1989 w Los Angeles) – amerykańska wrestlerka i promotorka lepiej znana pod pseudonimem ringowym Mildred Burke. Jest uznawana za pionierkę kobiecego wrestlingu. W ciągu swojej dwudziestoletniej kariery pokonała wielu mężczyzn w walce i zdobyła mistrzostwo Women’s World Championship. Założyła jedną z pierwszych organizacji, w której rywalizowały wyłącznie kobiety, World Women’s Wrestling Association, i szkołę wrestlingu, gdzie trenowały przyszłe mistrzynie WWF i NWA.

## Młodość
Mildred Bliss urodziła się 5 sierpnia 1915 w Coffeyville w stanie Kansas. Była córką Bruce’a Edwarda Blissa i Berthy Bliss (ur. w latach 70. XIX wieku). Wychowywała się z czterema siostrami i bratem Louisem. Była najmłodsza z rodzeństwa. Jej ojciec był wynalazcą, w różnym stopniu odnoszącym sukcesy w zależności od okresu. Mildred Burke w swojej nieopublikowanej autobiografii napisała, że w skrajnych przypadkach jej rodzina mieszkała w dużym domu z dwudziestoma pięcioma pokojami albo dzieci chodziły do szkoły bez skarpetek. Później Bruce Edward Bliss był także rzeźnikiem w gminie Haw Creek w stanie Missouri, a w 1918 komiwojażerem w Wichita w stanie Kansas. Rodzina Bliss często się przeprowadzała. Mieszkali między innymi w Kansas City i w Los Angeles, gdzie w pewnym okresie posiadali trzy restauracje. Jej rodzice rozwiedli się, gdy miała 11 lat. Bruce Edward Bliss nie widział córki przez 17 lat. W 1927 Mildred powróciła z matką do Kansas City.
Od najmłodszych lat interesowała się sportem. Trenowała piłkę nożną i bieg na bieżni. W 1929, gdy miała 14 lat, miał miejsce wielki kryzys finansowy, zwany „czarnym czwartkiem”. W związku z tym Bliss przerwała edukację w liceum na pierwszym roku i razem z matką zamieszkała w bursie. Rozpoczęła pracę jako stenografka, a jej matka jako kucharka w hotelu. Później Mildred Bliss pracowała przez dwa lata jako kelnerka w rządowej restauracji w rezerwacie Indian z plemienia Zuni w Black Rock w Nowym Meksyku.
W wieku 17 lat poślubiła Josepha Martina Shaffera, który był prawie dwa razy starszy od niej i wróciła z nim i z matką do Kansas City. W 1933 wszyscy stali się właścicielami małej przydrożnej restauracji o nazwie B&S Cafe. Bertha Bliss zajmowała się gotowaniem, a Mildred Bliss i jej mąż byli kelnerami i pomocnikami kuchennymi. Przyszła zawodniczka pracowała 12 godzin dziennie przez 7 dni w tygodniu, zarabiając 4 dolary amerykańskie miesięcznie. Bliss przyznała później, że była zdesperowana i wyszła za mąż tylko po to, by nie pracować dłużej w rezerwacie. W 1934 Joseph Martin Shaffer zabrał ją na arenę Midway Arena w Kansas City, gdzie  zobaczyła po raz pierwszy walkę wrestlerską. Po tym wydarzeniu Bliss postanowiła zostać wrestlerką. Niedługo później zaszła w ciążę, a mąż ją zostawił. Nadal pracowała z matką w restauracji, którą postanowiły przemianować na Mom’s Café.
Latem 1934 w Mom’s Café poznała swojego przyszłego męża, Billy’ego Wolfe’a. Wolfe miał wówczas 37 lat i był promotorem wrestlingu, urządzającym pokazy objazdowe. Bliss zwierzyła mu się ze swoich marzeń o zostaniu wrestlerką, a Wolfe zaczął odwiedzać Mom’s Café częściej. W końcu oboje zaczęli ze sobą romansować. 4 sierpnia 1934 urodził się ich syn, Joseph.

## Kariera wrestlerska

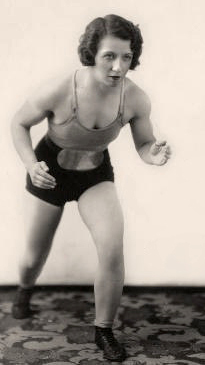
Mildred Burke w stroju wrestlerskim z 1937

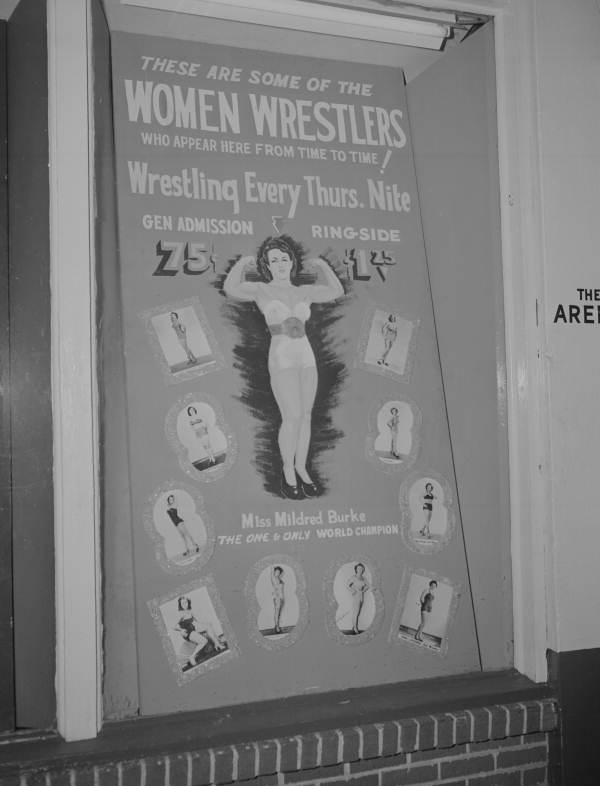
Plakat reklamujący wydarzenie z udziałem Mildred Burke

Gdy zakończyła swoją poporodową rehabilitację, Bliss poprosiła kochanka, Billy’ego Wolfe’a, o pozwolenie na sprawdzenie swoich umiejętności na jego siłowni, która znajdowała się kilka bloków dalej od restauracji, w której pracowała. Wolfe zgodził się. Później opowiedział magazynowi „National Police Gazette” historię, według której miał zatrudnić młodego mężczyznę, do pokonania Bliss w ringu, aby zniechęcić ją do zapasów. Bliss jednakże pokonała mężczyznę szybko i tym samym zrobiła na Wolfie wrażenie wystarczające, aby ten postanowił zrobić z niej gwiazdę. Wolfe porzucił swoją dotychczasową kochankę, wrestlerkę Barbarę Ware, i uczynił z Mildred nową atrakcję objazdowych pokazów. Zagroził Bliss, że jeśli będzie chciała go opuścić, to złoży na nią donos, powołując się na ustawę Mann Act (o prostytucji, rozpuście i innym niemoralnym zachowaniom). Nie mając już pomocy córki, matka Mildred Bliss sprzedała swoją restaurację.
Rozpoczęła karierę wrestlerską w 1935. Na pokazach objazdowych zaczęła posługiwać się pseudonimem ringowym „Mildred Burke”. Na swój najbardziej charakterystyczny chwyt wybrała własny wariant Boston craba, nazywany przez nią Alligator clutch. Charakterystyczne dla jej wyglądu były białe rajstopy i białe buty, które kontrastowały z jej mocną opalenizną. Oferowała 25 dolarów amerykańskich każdemu ochotnikowi z publiczności, który by ją pokonał w zapasach w ciągu 10 minut przez przypięcie lub zmuszenie do poddania się. Mężczyźni, którzy z nią walczyli, musieli mieć od 95 do 135 funtów wagi (od 43 do 61 kg). Ona sama ważyła 115 funtów (52 kg) Z czasem górna granica została podniesiona do 160 funtów (72,6 kg). Billy Wolfe deklarował, że Burke pokonała ponad 150 osób i nie przegrała ani razu. Część walk była jednak ustawiona.
Po zakończeniu lata 1935 Wolfe i Burke chcieli zacząć występować na arenach. Walki kobiet z mężczyznami były zakazane w większości stanów USA i niewiele kobiet uprawiało wrestling, a jeszcze mniej walczyło na poziomie Burke. W związku z tym zamieścili ogłoszenie w gazecie, że Burke zmierzy się z każdym mężczyzną, który waży tyle samo co ona, czyli wówczas 121 funtów (54,8 kg). Pierwsze wyzwanie przyjął mężczyzna o imieniu Cliff Johnson. Burke pokonała go w 7 minut. Ochotników nadal jednak nie było wystarczająco dużo. Przełom nastąpił, kiedy Wolfe’owi udało się przekonać promotora z Alabamy, Chrisa Jordana, do zorganizowania walki Burke przeciwko Clarze Mortensen. Walkę wygrała Mortensen, jednak Burke pokonała przeciwniczkę i odebrała jej mistrzostwo Women’s World Championship w walce rewanżowej z 28 stycznia 1937 w Chattanoodze, przed publicznością liczącą 6157 osób. Walka cieszyła się dużym zainteresowaniem prasy i jest czasem uważana za początek kobiecego wrestlingu. Następnie promotor z Ohio Al Haft zaprosił Burke do wzięcia udziału w turnieju Midwest Wrestling Association. Burke wygrała również ten turniej.
20 sierpnia 1954 przegrała swoje mistrzostwo w walce przeciwko June Byers w Atlancie. Jeszcze w tym samym roku rozwiodła się z Billym Wolfe’em i założyła własną, wyłącznie kobiecą, organizację wrestlingu o nazwie World Women’s Wrestling Association w Los Angeles. Sama mianowała się pierwszą główną mistrzynią własnej organizacji. W 1956 przeszła na emeryturę i zawiesiła tytuł. W latach 70. i 80. mieszkała w Encino w Los Angeles, gdzie prowadziła szkołę wrestlingu dla kobiet. Wśród jej uczennic były Rhonda Singh, The Fabulous Moolah, Lita Marez, Mae Young, Marie Vagnone i Stella Mae French.

## Śmierć i upamiętnienie
Zmarła 18 lutego 1989 zmarła z powodu udaru mózgu w Northridge w Kalifornii. Została pochowana na cmentarzu Forest Lawn Memorial Park w Los Angeles. Pośmiertnie została przyłączona do galerii sław Wrestling Observer Newsletter Hall of Fame w 1996, Professional Wrestling Hall of Fame and Museum w 2002 i WWE Hall of Fame w 2016.
Professional Wrestling Hall of Fame and Museum uznało jej organizację za pierwszą organizację kobiecego wrestlingu, a jej samej przypisuje przyczynienie się do upowszechnienia akceptacji wrestlingu kobiet.

## Życie prywatne
Jej pierwszym mężem był Joseph Martin Shaffer. Poślubiła go w wieku 17 lat. Gdy zaszła w ciążę, mąż ją porzucił. Następnie związała się z promotorem wrestlingu Billym Wolfe’em, z którym miała syna, urodzonego 4 sierpnia 1934 Josepha. Jak sama wyznała, jej związek z Wolfe’em opierał się głównie na obustronnej korzyści finansowej i był przepełniony zdradami i przemocą domową. Wolfe miał też bić ich dziecko jeszcze w wieku niemowlęcym. Pobrali się 24 sierpnia 1936 w Abilene. Ich małżeństwo zakończyło się rozwodem.

## Mistrzostwa i osiągnięcia
- World Women’s Wrestling Assocation
  - WWWA World Championship (1 raz)
- Inne tytuły
  - Women’s World Championship (1 raz)
- World Wrestling Entertainment
  - WWE Hall of Fame (2016)[1]
- Professional Wrestling Hall of Fame and Museum
  - Wprowadzona w 2002[10]
- Wrestling Observer Newsletter
  - Wrestling Observer Newsletter Hall of Fame (1996)[1]